# آوسیا، راولپندی
آوسیا (به انگلیسی: Ausia) یک منطقهٔ مسکونی در پاکستان است که در پنجاب واقع شده‌است. آوسیا  نفر جمعیت دارد و ۱٬۷۱۲ متر بالاتر از سطح دریا واقع شده‌است.